# Горечавка жёлтая
Горечавка жёлтая (лат. Gentiana lutea) — вид растений рода Горечавка (Gentiana) семейства Горечавковые (Gentianaceae), встречается в Малой Азии, Центральной и Южной Европе (в Альпах).

## Ботаническое описание

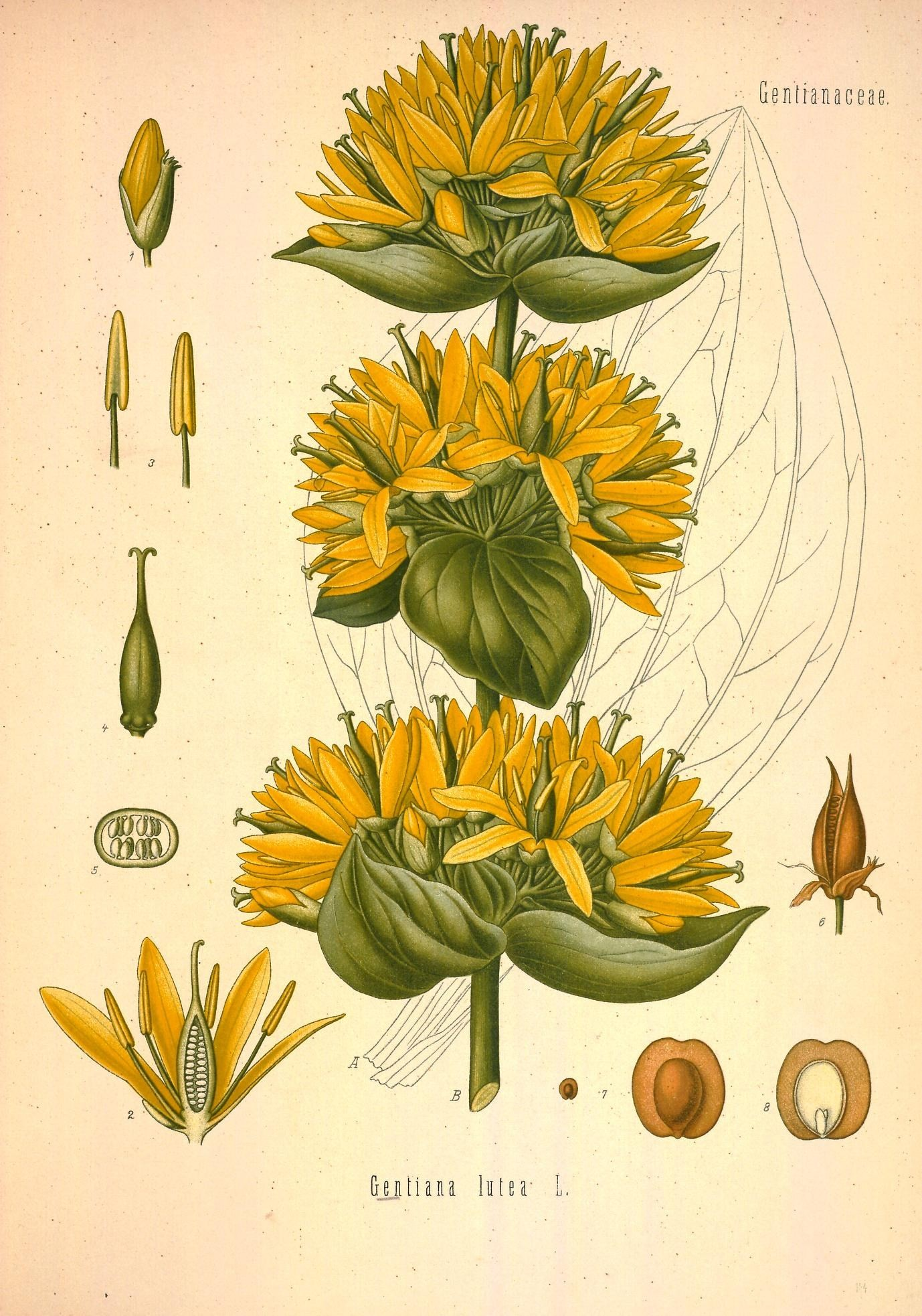
Горечавка жёлтая. Ботаническая иллюстрация из книги Köhler's Medizinal-Pflanzen, (1887).

Многолетнее растение высотой 40—120 см.
Корень стержневой, мясистый, цилиндрический, кольчатый, коричневатый, на изломе жёлтый.
Стебли прямостоячие, неразветвлённые, голые, вверху бороздчатые, полые.
Листья супротивные, голые, цельнокрайные, голубовато-зелёные, с нижней стороны более светлые. Прикорневые листья эллиптические, к обоим концам суженные, длиной до 30 см и шириной 15 см, черешковые; стеблевые более мелкие, короткочерешковые, яйцевидно-эллиптические, заострённые, в верхней части стебля сидячие; листья в соцветии значительно мельче, почти сердцевидные, светло-зелёные.
Цветки многочисленные, крупные, собранные пучками по 3—10 в пазухах верхних листьев и на вершине стебля. Чашечка бледно-жёлтая, вдвое короче венчика, рано засыхающая. Венчик золотисто-жёлтый.
Плод — продолговато-ланцетная коробочка, сидящая на ножке; семена мелкие, многочисленные, сильно сплющенные, ширококрылатые, продолговатые или округлые, коричневого цвета.
Цветёт в июле. Плоды созревают в сентябре.

## Распространение и экология
Произрастает практически на всей территории Европы (за исключением Польши, стран Прибалтики и России) от Испании на западе до Турции на востоке.
Растёт на высокогорных (субальпийских) лугах. Благодаря открытым цветам может опыляться широким спектром насекомых, таких как перепончатокрылые, двукрылые и жуки, а также некоторые чешуекрылые.

## Растительное сырьё

### Химический состав
Растение содержит гликозиды генциопикрин и амарогенцин, обусловливающие его горький вкус, алкалоид генцианин, иридоиды, флавоноиды, катехины, аскорбиновую кислоту, жирное масло (около 6 %), пектины, эфирное масло, дубильные вещества, смолу и слизь.

### Фармакологические свойства
Горечи, содержащиеся в корне горечавки, стимулируют секрецию и моторную функцию желудочно-кишечного тракта, улучшают пищеварение и усвоение пищи.

## Применение
Корни горечавки используют в пивоварении для придания пиву своеобразной горечи («бархатного» вкуса). В Австрии готовят водку «Энцерлер», настоянную на корнях; в Баварии из корней жёлтой горечавки дистиллируют шнапс Энциан.
Во Франции её используют для создания ликёра Сюз, впервые созданного в XIX веке Henri Porte.
В Испании горечавка входит в состав ликёра Palo Tunel, изготавливаемого на острове Мальорка.
Горечавка известна как лекарственное растение с древних времён, её корнями лечили чуму, в Средние века — туберкулёз лёгких и малярию.
Горечавка жёлтая включена в фармакопеи многих стран мира. Препараты растения используют как средство, повышающее аппетит, при диспепсии, ахилии, а также как желчегонное в составе горьких лекарственных средств.
В качестве лекарственного сырья используют корень горечавки жёлтой (лат. Radix Gentianae). Заготавливают сырьё осенью. Корни складывают в кучи для ферментации, при этом усиливается их запах и горький вкус. Сушка — воздушная или тепловая при температуре 50—60 °C.
В народной медицине корни употребляли внутрь при анацидных и гиперацидных гастритах, метеоризме, заболеваниях печени и жёлчного пузыря, как противоглистное, при туберкулёзе лёгких, подагре, ревматизме, артрите, аллергии, малярии, как противокашлевое, при дизентерии, желтухе, изжоге, цинге; наружно — при потливости и как ранозаживляющее.
Горечавка жёлтая — декоративное растение, разводится в садах.